# Habenaria macrostachya
Habenaria macrostachya är en orkidéart som beskrevs av John Lindley. Habenaria macrostachya ingår i släktet Habenaria och familjen orkidéer. Inga underarter finns listade i Catalogue of Life.